# Mouacourt
Mouacourt är en kommun i departementet Meurthe-et-Moselle i regionen Grand Est (tidigare regionen Lorraine) i nordöstra Frankrike. Kommunen ligger i kantonen Arracourt som tillhör arrondissementet Lunéville. År 2022 hade Mouacourt 75 invånare.

## Befolkningsutveckling
Antalet invånare i kommunen Mouacourt
| Referens: INSEE |